# A Double Winning
A Double Winning é um filme norte-americano de 1915, do gênero drama, produzido pela Biograph Company e distribuído por General Film Company.

## Elenco
- Helen Bray
- Harry Carey
- Charles West - (como Charles H. West)